# Saint-Michel-sous-Bois
Saint-Michel-sous-Bois är en kommun i departementet Pas-de-Calais i regionen Hauts-de-France i norra Frankrike. Kommunen ligger i kantonen Hucqueliers som tillhör arrondissementet Montreuil. År 2022 hade Saint-Michel-sous-Bois 129 invånare.

## Befolkningsutveckling
Antalet invånare i kommunen Saint-Michel-sous-Bois
| Referens: INSEE |